# Jules Kyburz
Jules Kyburz (* 21. Februar 1932 in Oberentfelden) ist ein Schweizer Manager. Er war Geschäftsleiter und Präsident des Migros-Genossenschafts-Bund und Verwaltungsratspräsident der Schweizerischen Bundesbahnen.

## Leben und Wirken
Kyburz fuhr als 17-Jähriger einige Monate zur See und absolvierte dann eine Handelsschule. Er trat 1952 in Wetzikon als Magaziner in die Migros ein. Danach wurde er Filialleiter, Verkaufsleiter, Geschäftsleiter der Genossenschaft Migros Bern und von 1984 bis 1991 Präsident der geschäftsführenden Verwaltungsdelegation des Migros-Genossenschaftsbundes. 1992 bis 2000 war er Präsident der Verwaltung des Migros-Genossenschaftsbundes. Er durchlief in dieser Firma also sämtliche Karrierestufen vom Magaziner und Verkäufer bis zum Geschäftsführer und Präsidenten in Zeiten des Wachstums und vertrat Ideale und Prinzipien des Gründers Gottlieb Duttweiler. Bis 2012 war er Präsident der Gottlieb-und-Adele-Duttweiler-Stiftung. Zudem wurde Kyburz 1993 vom Bundesrat zum Präsidenten des SBB-Verwaltungsrates gewählt.